# Liste des intercommunalités de la Somme

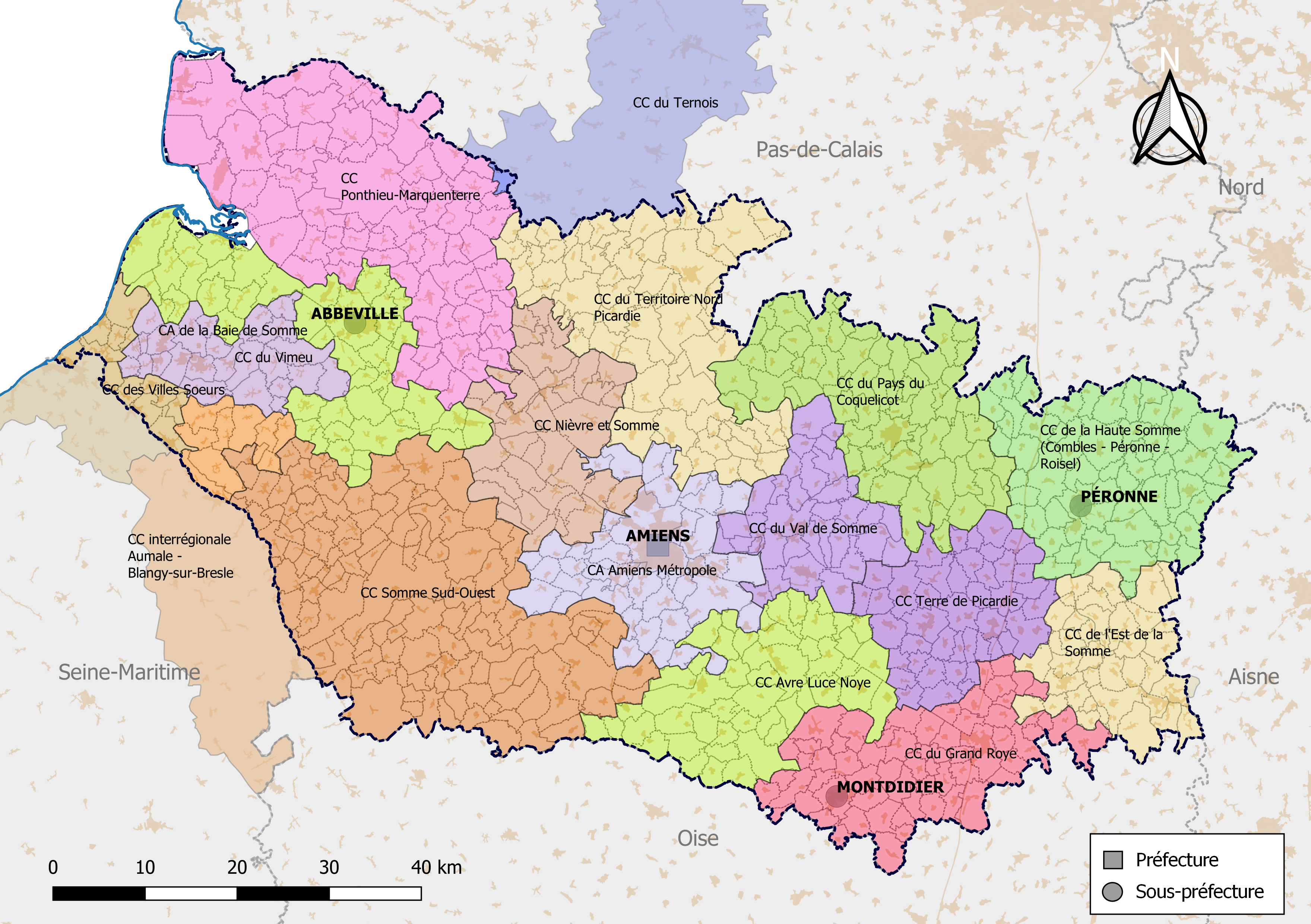
Carte des EPCI de la Somme au 1er janvier 2019.

Le département de la Somme compte, depuis 2017, deux communautés d'agglomération et 12 communautés de communes. Toutes les communes sont regroupées dans un établissement public de coopération intercommunale à fiscalité propre. 23 des 772 communes du département appartiennent à des intercommunalités dont le siège est en dehors du département.

## Évolutions de l'intercommunalité
Le territoire du département de la Somme est couvert dans son intégralité par des intercommunalités à fiscalité propre : deux communautés d'agglomération et 15 communautés de communes regroupant les 772 communes du département.
Vingt-trois communes sont regroupées dans des intercommunalités dont le siège est situé en-dehors du département :
- La communauté de communes du Ternois, dont le siège est situé à Saint-Pol-sur-Ternoise, dans le département du Pas-de-Calais comprend la commune de Vitz-sur-Authie ;
- La communauté de communes des Villes Sœurs, dont le siège est situé à Eu, dans le département de la Seine-Maritime, en Normandie, comprend les 13 communes suivantes : Allenay, Ault, Beauchamps, Bouvaincourt-sur-Bresle, Buigny-lès-Gamaches, Dargnies, Embreville, Friaucourt, Gamaches, Mers-les-Bains, Oust-Marest, Saint-Quentin-la-Motte-Croix-au-Bailly et Woignarue.
- La communauté de communes interrégionale Aumale - Blangy-sur-Bresle, dont le siège est situé à Blangy-sur-Bresle, également dans le département de la Seine-Maritime, en région Normandie, intègre les 9 communes suivantes : Biencourt, Bouillancourt-en-Séry, Bouttencourt, Frettemeule, Maisnières, Martainneville, Ramburelles, Tilloy-Floriville et Vismes.

## Intercommunalités à fiscalité propre en 2018
Au 1er janvier 2018, le département de la Somme compte 14 établissements publics de coopération intercommunale à fiscalité propre dont le siège est dans le département (2 communautés d'agglomération et 12 communautés de communes), dont un qui est interdépartemental.  Par ailleurs 24 communes sont groupées dans 3 intercommunalités dont le siège est situé hors département.
| Forme juridique                                           | Nom                                          | no SIREN  | Date de création | Nombre de communes      | Population (der. pop. légale) | Superficie (km2) | Densité (hab./km2) | Siège                       | Président              |
| --------------------------------------------------------- | -------------------------------------------- | --------- | ---------------- | ----------------------- | ----------------------------- | ---------------- | ------------------ | --------------------------- | ---------------------- |
| Communauté d'agglomération                                | CA Amiens Métropole                          | 248000531 | 30 décembre 1999 | 39                      | 181 658 (2021)                | 348,70           | 521                | Amiens                      | Alain Gest             |
| Communauté d'agglomération                                | CA de la Baie de Somme                       | 200070993 | 1er janvier 2017 | 43                      | 48 169 (2021)                 | 398,60           | 121                | Abbeville                   | Nicolas Dumont         |
| Communauté de communes                                    | CC Somme Sud-Ouest                           | 200071181 | 1er janvier 2017 | 119                     | 38 230 (2021)                 | 909,20           | 42                 | Poix-de-Picardie            | Alain Desfosses        |
| Communauté de communes                                    | CC Ponthieu-Marquenterre                     | 200070936 | 1er janvier 2017 | 70                      | 32 650 (2022)                 | 783,70           | 42                 | Rue                         | Claude Hertault        |
| Communauté de communes                                    | CC du Territoire Nord Picardie               | 200070951 | 1er janvier 2017 | 65                      | 30 892 (2021)                 | 537,70           | 58                 | Doullens                    | Christelle Hiver       |
| Communauté de communes                                    | CC du Pays du Coquelicot                     | 248000747 | 26 décembre 2001 | 65                      | 28 141 (2021)                 | 464,0            | 61                 | Albert                      | Michel Watelain        |
| Communauté de communes                                    | CC de la Haute-Somme                         | 200037059 | 31 décembre 2012 | 60                      | 26 606 (2021)                 | 462,80           | 58                 | Péronne                     | Eric Francois          |
| Communauté de communes                                    | CC Nièvre et Somme                           | 200071223 | 1er janvier 2017 | 36                      | 27 736 (2021)                 | 314,20           | 88                 | Flixecourt                  | René Lognon            |
| Communauté de communes                                    | CC du Val de Somme                           | 248000499 | 27 décembre 1993 | 33                      | 26 624 (2021)                 | 246,40           | 108                | Corbie                      | Alain Babaut           |
| Communauté de communes                                    | CC du Grand Roye                             | 200070977 | 1er janvier 2017 | 62                      | 25 231 (2021)                 | 396,70           | 64                 | Montdidier                  | Bénédicte Thiebaut     |
| Communauté de communes                                    | CC du Vimeu                                  | 200070944 | 1er janvier 2017 | 25                      | 22 388 (2021)                 | 189,80           | 118                | Friville-Escarbotin         | Jean-Pierre Boudinelle |
| Communauté de communes                                    | CC Avre Luce Noye                            | 200070969 | 1er janvier 2017 | 47                      | 21 689 (2021)                 | 385,20           | 56                 | Moreuil                     | Alain Dovergne         |
| Communauté de communes                                    | CC de l'Est de la Somme                      | 200070985 | 1er janvier 2017 | 41 (dont 1 dans le 02)  | 19 829 (2021)                 | 264,60           | 75                 | Ham                         | André Salome           |
| Communauté de communes                                    | CC Terre de Picardie                         | 200070928 | 1er janvier 2017 | 43                      | 18 039 (2021)                 | 295,70           | 61                 | Estrées-Deniécourt          | Philippe Cheval        |
| Intercommunalité dont le siège est situé hors département |                                              |           |                  |                         |                               |                  |                    |                             |                        |
| Communauté de communes                                    | CC du Ternois                                | 200069672 | 1er janvier 2017 | 103 (dont 1 dans le 80) | 37 469 (2021)                 | 633,60           | 59                 | Saint-Pol-sur-Ternoise (62) | Marc Bridoux           |
| Communauté de communes                                    | CC des Villes Sœurs                          | 247600588 | 1er janvier 2000 | 28 (dont 13 dans le 80) | 35 817 (2021)                 | 214,80           | 167                | Eu (76)                     | Alain Brière           |
| Communauté de communes                                    | CC interrégionale Aumale - Blangy-sur-Bresle | 200069722 | 1er janvier 2017 | 44 (dont 10 dans le 80) | 21 305 (2021)                 | 464,30           | 46                 | Blangy-sur-Bresle (76)      | Christian Roussel      |

## Intercommunalités à fiscalité propre en 2017
| Forme juridique                                                                        | Nom                                          | N°SIREN           | Type de fiscalité | Date de création  | Siège                  | Président-e            | Parti             | Parti             | Nombre de communes       | Population 2014 | Superficie (km2) |
| -------------------------------------------------------------------------------------- | -------------------------------------------- | ----------------- | ----------------- | ----------------- | ---------------------- | ---------------------- | ----------------- | ----------------- | ------------------------ | --------------- | ---------------- |
| Intercommunalités dont le siège est situé dans le département de la Somme (14)         |                                              |                   |                   |                   |                        |                        |                   |                   |                          |                 |                  |
| Communauté d'agglomération                                                             | CA Amiens Métropole                          | 248000531         | FPU               | 30 décembre 1999  | Amiens                 | Alain Gest             |                   | LR                | 39                       | 178 597         | 348,73           |
| Communauté d'agglomération                                                             | CA Baie de Somme                             | 200070993         | FPU               | 1er janvier 2017  | Abbeville              | Pascal Demarthe        |                   | UDI               | 44                       | 50 963          | 385              |
| Communauté de communes                                                                 | CC Avre Luce Noye                            | 200070969         | FA                | 1er janvier 2017  | Moreuil                | Alain Dovergne         |                   | SE                | 49                       | 22 822          | 396.6            |
| Communauté de communes                                                                 | CC de l'Est de la Somme                      | 200070985         | FA                | 1er janvier 2017  | Ham                    | José Rioja             |                   | DVD               | 42 (dont 1 dans l'Aisne) | 20 570          | 264.56           |
| Communauté de communes                                                                 | CC du Grand Roye                             | 200070977         | FA                | 1er janvier 2017  | Montdidier             | Bénédicte Thiébaut     |                   | UDI               | 62                       | 24 806          | 385.25           |
| Communauté de communes                                                                 | CC de la Haute-Somme                         | 200037059         | FA                | 31 décembre 2012  | Péronne                | Éric François          |                   | DVD               | 60                       | 27 985          | 462,83           |
| Communauté de communes                                                                 | CC Nièvre et Somme                           | 200071223         | FPU               | 1er janvier 2017  | Flixecourt             | René Lognon            |                   | PCF               | 36                       | 28 340          | 314,18           |
| Communauté de communes                                                                 | CC du Pays du Coquelicot                     | 248000747         | FPU               | 26 décembre 2001  | Albert                 | Michel Watelain        |                   | DVD               | 66                       | 28 499          | 464.0            |
| Communauté de communes                                                                 | CC Ponthieu-Marquenterre                     | 200070936         | FPU               | 1er janvier 2017  | Rue                    | Claude Hertault        |                   | UDI               | 71                       | 33 274          | 783,69           |
| Communauté de communes                                                                 | CC Somme Sud-Ouest                           | 200071181         | FA                | 1er janvier 2017  | Poix-de-Picardie       | Alain Desfosses        |                   | DVD               | 120                      | 37 634          | 901,84           |
| Communauté de communes                                                                 | CC Terre de Picardie                         | 200070928         | FA                | 1er janvier 2017  | Estrées-Deniécourt     | Philippe Cheval        |                   | DVD               | 44                       | 18 263          | 294,86           |
| Communauté de communes                                                                 | CC du Territoire Nord Picardie               | 200070951         | FPU               | 1er janvier 2017  | Doullens               | Christelle Hiver       |                   | DVD               | 66                       | 32 454          | 546,32           |
| Communauté de communes                                                                 | CC du Val de Somme                           | 248000499         | FPU               | 27 décembre 1993  | Corbie                 | Alain Babaut           |                   | UDI               | 32                       | 25 459          | 246.40           |
| Communauté de communes                                                                 | CC du Vimeu                                  | 200070944         | FA                | 1er janvier 2017  | Friville-Escarbotin    | Jean-Pierre Boudinelle |                   | SE                | 26                       | 23 561          | 196.13           |
| Intercommunalités dont le siège est situé dans le département de la Seine-Maritime (2) |                                              |                   |                   |                   |                        |                        |                   |                   |                          |                 |                  |
| Communauté de communes                                                                 | CC des Villes Sœurs                          | 247600588         | FA                | 1er janvier 2000  | Eu                     | Eddie Facque           |                   | PCF               | 28 (13 dans la Somme)    | 38 402          | 214.78           |
| Communauté de communes                                                                 | CC interrégionale Aumale - Blangy-sur-Bresle | 200069722         | FA                | 1er janvier 2017  | Blangy-sur-Bresle      | Christian Roussel      |                   | LR                | 43 (9 dans la Somme)     | 21 806          | 487.88           |
| Intercommunalité dont le siège est situé dans le département du Pas-de-Calais (1)      |                                              |                   |                   |                   |                        |                        |                   |                   |                          |                 |                  |
| Communauté de communes                                                                 | CC du Ternois                                | 200069672         | FPU               | 1er janvier 2017  | Saint-Pol-sur-Ternoise | Marc Bridoux           |                   | LR                | 104 (1 dans la Somme)    | 38 458          | 609.91           |
| TOTAL département                                                                      | TOTAL département                            | TOTAL département | TOTAL département | TOTAL département | TOTAL département      | TOTAL département      | TOTAL département | TOTAL département | 782                      | 571 632         | 6 170            |

## Évolution historique

### 2007
- Communauté de communes du Sud Amiénois , absorbée par la communauté d'agglomération Amiens Métropole.

### 2017
- Communauté de communes de l'Abbevillois, Communauté de communes de la Région d'Hallencourt et Communauté de communes Baie de Somme Sud fusionnent pour créer la Communauté d'agglomération de la Baie de Somme.
- Communauté de communes Avre Luce Moreuil et CC du Val de Noye fusionnent pour créer la Communauté de communes Avre Luce Noye
- Communauté de communes du canton de Montdidier et communauté de communes du Grand Roye fusionnent pour créer une nouvelle intercommunalité, qui reprend la dénomination de communauté de communes du Grand Roye
- Communauté de communes du Doullennais et communauté de communes du Bernavillois fusionnent pour créer la communauté de communes du Territoire Nord Picardie
- Création de la communauté de communes du Vimeu par fusion de la communauté de communes du Vimeu Vert et de la communauté de communes du Vimeu Industriel.
- Création de la communauté de communes Nièvre et Somme par fusion de la communauté de communes du Val de Nièvre et environs et de Communauté de communes de l'Ouest d'Amiens
- Création de la communauté de communes Ponthieu-Marquenterre par fusion de la communauté de communes Authie-Maye, Communauté de communes du canton de Nouvion et Communauté de communes du Haut-Clocher
- Création de la communauté de communes Somme Sud-Ouest par fusion des communautés de communes du Sud Ouest Amiénois, du Contynois et de la région d’Oisemont.
- Création de la communauté de communes Terre de Picardie par fusion de la communauté de communes de Haute Picardie et de Communauté de communes du Santerre
- Création de la communauté de communes des Villes Sœurs par extension de la communauté de communes interrégionale de Bresle maritime à 7 communes de communauté de communes d'Yères et Plateaux
- Création de la communauté de communes interrégionale Aumale - Blangy-sur-Bresle par fusion de la communauté de communes de Blangy-sur-Bresle et de la communauté de communes du canton d'Aumale
- Création de la communauté de communes du Ternois par fusion de la communauté de communes de l'Auxillois, Communauté de communes de la région de Frévent, Communauté de communes des Vertes Collines du Saint-Polois et Communauté de communes du Pernois